# Чемпионат мира по горнолыжному спорту 2011
41-й чемпионат мира по горнолыжному спорту проходил в немецком Гармиш-Партенкирхене с 7 по 20 февраля 2011 года. Германия во второй раз в истории принимала чемпионат мира по этому виду спорта, в 1978 году 25-й чемпионат мира проходил также в Гармиш-Партенкирхене. Здесь же в 1936 году проходили самые первые старты горнолыжников в рамках зимних Олимпийских игр 1936 года (спортсмены соревновались тогда только в комбинации).
Выборы места проведения чемпионата мира 2011 года прошли 25 мая 2006 года в португальской Виламоуре на 45-м конгрессе ФИС. Гармиш опередил австрийский Шладминг, который примет у себя следующий чемпионат мира 2013 года.
Было разыграно 11 комплектов наград: мужчины и женщины выявяли сильнейших в скоростном спуске, супергиганте, гигантском слаломе, слаломе и суперкомбинации, а также были разыграны медали в командном первенстве (смешанная дисциплина для мужчин и женщин).
7 февраля у подножия олимпийских трамплинов прошла церемония открытия, первые старты (женский супергигант) состоялись 8 февраля. Чемпионат завершился 20 февраля мужским слаломом. Несмотря на некоторые проблемы с погодой (температура воздуха поднималась до +10°С, на трассы опускался туман) все соревнования прошли в назначенные дни, был лишь небольшой сдвиг по времени на тот же день в женском гигантском слаломе.
Успешнее всего выступили австрийцы, на их счету 4 золота, 3 серебра и 1 бронза, при чём все 4 золота выиграли женщины, в т. ч. 2 золота принесла Элизабет Гёргль. Французы выиграли золото на чемпионатах мира впервые с 2001 года. Среди мужчин успешнее всего выступили итальянцы — 5 медалей (1 золото, 1 серебро и 3 бронзы), при чём Кристоф Иннерхофер выиграл полный комплект наград. Хозяева чемпионата завоевали лишь 2 бронзы усилиями уроженки Гармиш-Партенкирхена Марии Риш. Шведка Аня Персон, выиграв 2 бронзы, довела общее число своих медалей чемпионатов мира до 13, выйдя на второе место по этому показателю в истории среди женщин. Тина Мазе, победив в гигантском слаломе, принесла Словении первое в истории золото чемпионатов мира. Всего медали завоевали представители 11 стран.

## Медалисты

### Мужчины

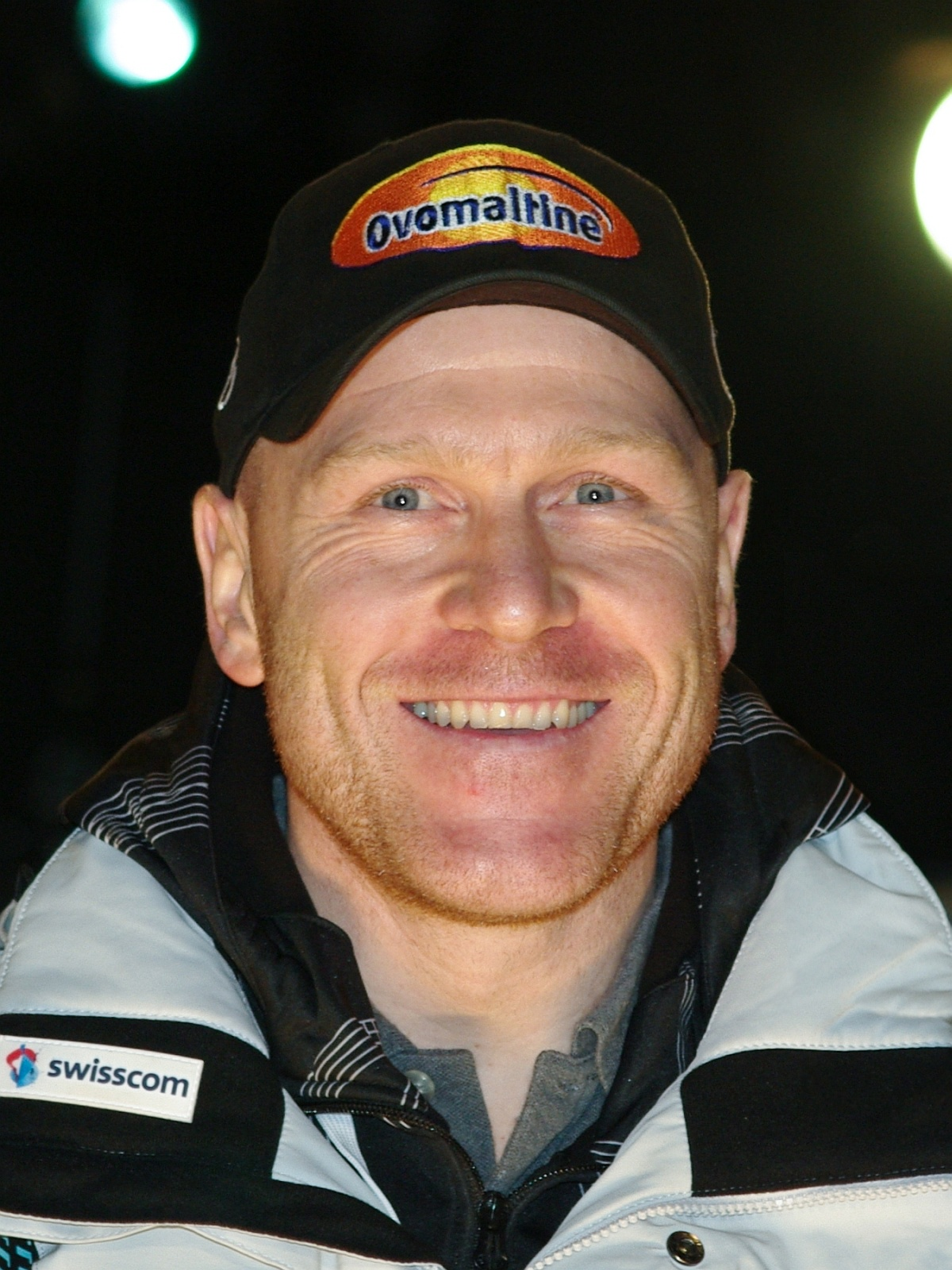
36-летний Дидье Кюш выиграл серебро в скоростном спуске на втором чемпионате мира подряд

| Дисциплина                      | Дата       | Золото                        | Серебро                   | Бронза                    |
| Скоростной спуск см. подробнее  | 12 февраля | Эрик Гэй Канада               | Дидье Кюш Швейцария       | Кристоф Иннерхофер Италия |
| Супергигант см. подробнее       | 9 февраля  | Кристоф Иннерхофер Италия     | Ханнес Райхельт Австрия   | Ивица Костелич Хорватия   |
| Гигантский слалом см. подробнее | 18 февраля | Тед Лигети США                | Сиприен Ришар Франция     | Филипп Шёргхофер Австрия  |
| Слалом см. подробнее            | 20 февраля | Жан-Батист Гранж Франция      | Йенс Бюггмарк Швеция      | Манфред Мёльгг Италия     |
| Суперкомбинация см. подробнее   | 14 февраля | Аксель Лунд Свиндаль Норвегия | Кристоф Иннерхофер Италия | Петер Филл Италия         |

### Женщины
| Дисциплина                      | Дата       | Золото                  | Серебро                  | Бронза                        |
| Скоростной спуск см. подробнее  | 13 февраля | Элизабет Гёргль Австрия | Линдси Вонн США          | Мария Риш Германия            |
| Супергигант см. подробнее       | 8 февраля  | Элизабет Гёргль Австрия | Джулия Манкусо США       | Мария Риш Германия            |
| Гигантский слалом см. подробнее | 17 февраля | Тина Мазе Словения      | Федерика Бриньоне Италия | Тесса Ворле Франция           |
| Слалом см. подробнее            | 19 февраля | Марлис Шильд Австрия    | Катрин Цеттель Австрия   | Мария Пиетиля Хольмнер Швеция |
| Суперкомбинация см. подробнее   | 11 февраля | Анна Феннингер Австрия  | Тина Мазе Словения       | Аня Персон Швеция             |

### Команды
| Дисциплина                         | Дата       | Золото                                                                                                  | Серебро | Бронза                                                                                                 |
| Командное первенство см. подробнее | 16 февраля | Франция · Таина Барьо · Анемон Мармоттан · Тесса Ворле · Готье де Тессьер · Тома Фанара · Сиприен Ришар | Австрия · Анна Феннингер · Михаэла Кирхгассер · Марлис Шильд · Ромед Бауман · Бенджамин Райх · Филипп Шёргхофер | Швеция · Сара Хектор · Аня Персон · Мария Пиетиля Хольмнер · Аксель Бек · Ханс Ульссон · Маттс Ульссон |

## Программа чемпионата
- 7 февраля — церемония открытия
- 8 февраля — супергигант (женщины)
- 9 февраля — супергигант (мужчины), тренировка скоростного спуска (женщины)
- 10 февраля — тренировка скоростного спуска (мужчины), тренировка скоростного спуска (женщины)
- 11 февраля — суперкомбинация (женщины), тренировка скоростного спуска (мужчины)
- 12 февраля — скоростной спуск (мужчины), тренировка скоростного спуска (женщины)
- 13 февраля — скоростной спуск (женщины), тренировка скоростного спуска (мужчины)
- 14 февраля — суперкомбинация (мужчины)
- 15 февраля — нет стартов
- 16 февраля — командное первенство
- 17 февраля — гигантский слалом (женщины)
- 18 февраля — гигантский слалом (мужчины)
- 19 февраля — слалом (женщины), квалификация слалома (мужчины)
- 20 февраля — слалом (мужчины)

## Спонсоры и партнёры
Титульный спонсор — Audi. Главные спонсоры — Milka и Vattenfall. Официальный хронометраж — Hublot. Экипировка — Halti.